# Jair Lynch
Jair Lynch född den 2 oktober 1971 i Amherst, Massachusetts, är en amerikansk gymnast.
Han tog OS-silver i barr i samband med de olympiska gymnastiktävlingarna 1996 i Atlanta.